# Бачинская, Елена Анатольевна
Елена Анатольевна Бачинская (укр. Олена Анатоліївна Бачинська; род. 3 апреля 1971, Одесса, Украинская ССР, СССР) — украинский историк, доктор исторических наук (2003), профессор (2005), исследовательница истории Южной Украины XVIII — начала XX в. и истории украинского казачества.

## Биография
Родилась 3 апреля 1971 в городе Одессе, в семье историка А. Д. Бачинского.
В 1988—1993 — училась на историческом факультете Одесского государственного университета имени И. И. Мечникова, в 1993—1996 — училась в аспирантуре Одесского государственного университета имени И. И. Мечникова.
С 1996 Е. А. Бачинская работает на кафедре истории Украины Одесского национального университета имени И. И. Мечникова на должностях ассистента, старшего преподавателя (с 1997), доцента (с 1999 г.) И профессора (с 2003 г.).
В 1997 году Е. А. Бачинская защитила кандидатскую диссертацию «Дунайское (Новороссийское) казачье войско (1828—1869)». Научный руководитель — Самойлов, Фёдор Александрович, а в 2003 г.. — Защитила докторскую диссертацию «Колонизация украинским населением Придунайских земель. Конец XVIII — начало XX вв.» Научный консультант — Заира Валентиновна Першина.
С 2000 года Е. А. Бачинская — заведующий Отделом истории казачества на Юге Украины Научно-исследовательского института казачества при Институте истории Украины НАН Украины, который открыт при историческом факультете Одесского национального университета имени И. И. Мечникова.
Член экспертной комиссии Украинского института национальной памяти по определению принадлежности объектов к символике российской имперской политики.

## Научная деятельность
Основные исследования Е. А. Бачинской посвящены:
- истории украинского казачества в конце XVIII—XIX вв.,
- Заселению и освоению украинским населением междуречья Днестра и Дуная в XVIII—XIX вв.,
- Краеведению Одесской области.

Она одной из первых исследовала вопрос пребывания дунайского казачества на территории междуречья Днестра и Дуная в XIX в.,
Предложила новый концептуальный подход исследования процессов колонизации в указанном регионе путём выделения проблемы украинской колонизации из контекста общей, во взаимодействии с представителями других этнических групп и на фоне политических, общественных и экономических преобразований; включила вопросы социально-экономического развития Южной Бессарабии к контексту истории Южной Украины; доказала существование и показала роль украинского казачества Южной и Левобережной Украины в событиях XIX в. — Так называемой «пислякозацькои добы», чем заполнено пробел в отечественной историографии; ввела значительное количество новых архивных материалов в научный оборот.
Е. А. Бачинская автор и составитель около 120 научных работ и 7 монографий, организатор 7 международных и всеукраинских конференций, круглых столов, член редколлегий 7 научных журналов.
Е.А, Бачинская — ответственный редактор ежегодного журнала Отдела истории казачества на Юге Украины «Черноморскае прошлое» (выходит с 2005 г.).

## Научные публикации
- Козацтво на Півдні України. 1775—1869. — Одеса: Маяк, 1995 (в соавторстве с з А. Д. Бачинським).
- Дунайське козацьке військо. 1828—1868 рр. (До 170-річчя заснування). — Одеса: Астропринт, 1998.
- Болгары в казачьих формированиях Южной Украины в конце XVIII—XIX вв. //Българите в Северното Причерноморие: Изследования и материали. — Велико-Търново, 2000. — Т. 7.
- Українське населення Придунайських земель. XVIII — початок XX ст. (заселення й економічне освоєння). — Одеса: Астропринт, 2002.
- Колонізаційна політика Стамбула на Придунайських землях у XVIII ст. // Україна в Центрально-Східній Європі (з найдавніших часів до кінця XVIII ст.). — Вип.3. — К., 2003.
- Бачинська О. Політика Російської імперії щодо задунайського козацтва: стратегія, тактика, заходи //Україна в Центрально-Східній Європі (з найдавніших часів до кінця XVIII ст.). — Вип.4. — К.: Інститут історії України НАН України, 2004.
- Бачинська О. Козацтво в системах Російської і Турецької імперії// Історія українського козацтва: Нариси: У 2 т./ Ред. кол.: В. А. Смолій (відп. ред.) та ін. — К., 2007.-Т.2.
- Одеса козацька. Наукові нариси. — Одеса: Фенікс, 2008. (у співавторстві з Т. Г. Гончаруком, С. Б. Гуцалюком, В. І. Кіровим, А. І. Мисечко, Л. В. Новіковою, В. М. Полтораком).
- Козацтво в «після козацьку» добу української історії (кінець XVIII—XIX ст.). -К.: Вища шк., 2011.
- Пути миграций и процесс стягивания болгарского населения в города Буджака на рубеже XVIII—XIX ст.// Просвета и промяна. — София: Институт за исторически изследования, Българска академия на науките пр БАН, 2010.
- Османські фортеці Буджака на межі XVIII—XIX ст.: залоги й їхній склад=Bucak vilayetinde Osmanlı kaleleri: garnizonların yapısı ve işleyişi (XVIII. Yüzyıl sonu — XIX. Yüzyıl başları) / Олена Бачинська= Olena Baçinska. — Одеса: Астропринт, 2013. (українською та турецькою мовами).